# Phyllariaceae
Famille
Les Phyllariaceae sont une famille d’algues brunes de l’ordre des Tilopteridales. 

## Étymologie
Le nom vient de l'ancien genre type Phyllaria, qui dérive du grec φύλλο / fýllo, feuille, et du suffixe "-aria", « ressemblant à », littéralement « ressemblant à une feuille ». Le nom Phyllariopsis, quant à lui, dérivant de "Phyllaria" et de "-opsis", « semblable à », littéralement « semblable à un Phyllaria ». 

## Liste des genres
Selon AlgaeBase (25 août 2017) :
- Phyllariopsis E.C.Henry & G.R.South
- Saccorhiza (en) Bachelot de la Pylaie

Selon World Register of Marine Species (25 août 2017) :
- Haligenia Decaisne, 1842
- Phyllariopsis E.C.Henry & G.R.South, 1987
- Saccorhiza (en) Bachelot de la Pylaie, 1830